# Благодарю. Второе дыхание
«Благодарю. Второе дыхание» (также «Благодарю второе дыхание») — третий студийный альбом российского певца Шуры, выпущенный в декабре 2001 года на лейбле «Граммофон Рекордс».

## Об альбоме
В 1998 году Шура выпустил свой второй альбом Shura 2, а в 1999 году представил сборник лучших песен «Сказка», с двумя новыми песнями, это стало его финальным сотрудничеством с композитором Павлом Есениным. Вскоре Шура попал в наркологическую клинику, где проходил курс реабилитации, это нашло отражение в новом материале и новом образе. В альбоме заметно меньше энергичной музыки, больше лирической.
Для работы над альбомом Шура пригласил продюсера Юрия Никитина и композитора Евгения Курицына. Для альбома были записаны две кавер-версии: русская народная «Рябина», которую певец ранее исполнял на концертах вживую, и «Московские окна» авторства Тихона Хренникова. Сам Шура лично написал песню «Твори добро», которая стала самым большим хитом с альбома и визитной карточкой артиста.

## Отзывы критиков
Алексей Мажаев в обзоре для InterMedia отметил, что на данном альбоме Шура свою самобытность во многом растерял. Типичных для Шуры ярких отвязных композиций на диске он не нашёл, однако обнаружил «розовые слюни» вроде «Целовал», «Артист» и «Вот и кончилась любовь», которые впору исполнять Леонтьеву или Киркорову.
Музыкальный обозреватель Олег Кармунин в одном из выпусков «Историй русской попсы» назвал альбом «унылой музыкой, которую Шура, видимо, считал одухотворённой», выделив, однако, «самую доброжелательную» песню из «самого злостного периода артиста» — «Твори добро», написанную им, по мнению Кармунина, чтобы загладить своё ужасное поведение хотя бы ей.

## Список композиций
| №                   | Название                 | Автор(ы)                             | Длительность |
| ------------------- | ------------------------ | ------------------------------------ | ------------ |
| 1.                  | «Целовал»                | Евгений Курицын                      | 3:42         |
| 2.                  | «Что случилось с нами?»  | Юрий Никитин, Александр Григорьев    | 4:26         |
| 3.                  | «Старый художник»        | Евгений Алягер                       | 4:15         |
| 4.                  | «Сделай шаг»             | Евгений Алягер                       | 4:03         |
| 5.                  | «Беспризорник»           | Юрий Никитин, Александр Григорьев    | 4:39         |
| 6.                  | «Артист»                 | Юрий Никитин, Александр Григорьев    | 4:07         |
| 7.                  | «А просто осень пришла»  | Вячеслав Тюрин                       | 4:05         |
| 8.                  | «Московские окна»        | Михаил Матусовский, Тихон Хренников  | 3:26         |
| 9.                  | «Вот и кончилась любовь» | Валерия Горбачёва, Александр Фёдоров | 3:51         |
| 10.                 | «Рябина»                 | народная                             | 3:49         |
| 11.                 | «Твори добро»            | Александр Медведев                   | 4:08         |
| Общая длительность: | Общая длительность:      | Общая длительность:                  | 49:19        |